# Vila-seca
Vila-seca település Spanyolországban, Tarragona tartományban. Vila-seca Reus, La Canonja, Tarragona, Salou, Cambrils és Riudoms községekkel határos. Lakosainak száma 23 826 fő (2024).

## Népesség
A település népessége az elmúlt években az alábbi módon változott:
| Lakosok száma | 602  | 3340 | 3053 | 3976 | 20 468 | 14 998 | 20 866 | 21 923 | 22 187 | 23 826 |
|               | 1717 | 1887 | 1936 | 1960 | 1986   | 2004   | 2009   | 2014   | 2019   | 2024   |